# Idioma opón-carare
El opón-carare es una legua indígena extinta, de la familia caribe, que se habló hasta mediados del siglo XX en la orilla oriental del río Magdalena, en la cuenca de los ríos Sogamoso, Carare y Opón, en territorio del actual departamento colombiano de Santander.

## Vocabulario
Vocabularios de los dialectos de Opón y del Carare fueron recolectados en el siglo XIX por Geo von Lengerke, y por Roberto Pineda y Miguel Fornaguera en el siglo XX Gracias a ellos podemos contar con esta lista de palabras:
tainaú- ño = "mujer"
okir-id = "esposo, hombre"
borí-id = "hembra"
ijo-id = "esposa"
yakó-no = "tía materna"
muré- id = "niño"
uperé-iño = "frente"
ine = "pelo"
ieu = "ojo"
i-tana / s-tana = "oreja"
i-tota = "boca"
iena = "narices"
jór-id = "diente"
poroú-id = "pecho"
ñiñae = "mano"
eré-id = "hígado"
syaka = "barriga"
ishir-id = "tripas"
ak.-id — "pene"
itute / ite = "pierna"
puú-d / ide-bú= "pie"
p:t:id = "piel"
murú-ya = "sangre"
totó-id = "extranjero", "blanco"
wá / shi=o — "no"
k.au-ud = "cielo"
monó-ño = "tierra"
kokó-o / ene-bú ="noche"
enakupángui=o = "tarde"
oilo-id = "viento"
konindi=o = "frío"
takarara-yi = "pantano"
canaba = "canoa"
malakakuta = canalete
ká-nra-yi = "arco"
butá = "hacha"
tea-id = "chicha"
pija-id = "remedio"
wenaño = "camino"
fotó = "fuego"
maká-id = "yuca"
tumai / aránga-yi = "tabaco"
yakuru-d = "achiote"
marmita = "pava"
onique = "saíno"
mamai = "jaguar"
araijá-id = "murciélago"
m:ncja-ino = "piojo"
itu = "pluma"
piru-iko = "bonito"
wanainaiti-o = "malo"
wapoté = "grande"
pómboka = "soplar"
eje / uni=o = "ver"

## Fonología
Marshall Durbin y Haydée Seijas derivaron la siguiente fonología a partir de los vocabularios recolectados por Pineda y Fornaguera.
|              | Bilabiales | Alveolares | Postalveolar | Palatales | Velares | Glotales |
| ------------ | ---------- | ---------- | ------------ | --------- | ------- | -------- |
| Oclusivas    | p b        | t d        |              |           | k g     | ʔ†       |
| Fricativas   |            | s          | ʃ            |           |         | h        |
| Vibrante     |            | r          |              |           |         |          |
| Nasales      | m          | n          |              | ɲ         |         |          |
| Aproximantes |            |            | j            |           |         |          |

* [ʔ] may not be phonemic, it appears only at morpheme boundaries.
|          | Anteriores | Centrales | Posteriores |
| -------- | ---------- | --------- | ----------- |
| Cerradas | i iː       |           | u uː        |
| Medias   | e eː       | ə         | o oː        |
| Abiertas |            | a aː      |             |